# Mina Kubota
Pour les articles homonymes, voir Kubota (homonymie).
Mina Kubota (窪田ミナ), née le 5 février 1972 à Fukuoka, est une compositrice japonaise. Kubota travaille également sur la composition de la musique vocale et l'arrangement des chansons à thème d'animes. 
Ses deux compositions les plus connues sont Undine (ウンディーネ) et Euphoria (ユーフォリア) qui atteignent respectivement atteint la 25e et la 18e position   des classements au Japon. Toutes deux sont les chansons à thèmes de l'ouverture de l'adaptation anime d'Aria.

## Compositions
- Kaleido Star
- Kannazuki no Miko
- Kyoshiro to Towa no Sora
- Suikoden
- Lettre à Momo
- Photo Kano (en)

## Source de la traduction
- (en) Cet article est partiellement ou en totalité issu de l’article de Wikipédia en anglais intitulé « Mina Kubota » (voir la liste des auteurs).